# Kari Uglem
Kari Uglem (* 16. Mai 1970) ist eine ehemalige norwegische Skilangläuferin und Leichtathletin.

## Werdegang
Uglem, die für den Strindheim IL startete, lief im Januar 1993 in Ulrichen ihr erstes Weltcupeinzelrennen, das sie auf dem 43. Platz über 10 km klassisch beendete. Im März 1993 gewann sie drei Rennen beim Continental-Cup in Thunder Bay. Im Januar 1994 holte sie in Oslo mit dem 27. Platz über 15 km Freistil ihren ersten Weltcuppunkte. In der Saison 1994/95 kam sie bei fünf Weltcupteilnahmen, zweimal in die Punkteränge. Dabei erreichte sie in Lahti mit dem zehnten Platz über 10 km klassisch ihre beste Weltcupplatzierung im Einzel und zum Saisonende mit dem 42. Platz im Gesamtweltcup ihre beste Gesamtplatzierung. Zudem errang sie in Nové Město den zweiten Platz mit der Staffel. Ihr 16. und damit letztes Weltcupeinzelrennen absolvierte sie im Januar 1996 in Nové Město, das sie auf dem 63. Platz über 10 km klassisch beendete. Bei norwegischen Meisterschaften siegte sie im Jahr 1994 über 10 km und errang 1994 zudem den dritten Platz über 5 km. Mit der Staffel von Strindheim IL wurde sie 1993, 1995 und 1996 jeweils Dritte.
Als Leichtathletin wurde Uglem in den 1992 und 1996 norwegische Meisterin über 800 m.

## Siege bei Continental-Cup-Rennen
| Nr. | Datum         | Ort         | Disziplin       | Serie           |
| --- | ------------- | ----------- | --------------- | --------------- |
| 1.  | 17. März 1993 | Thunder Bay | 15 km klassisch | Continental Cup |
| 2.  | 18. März 1993 | Thunder Bay | 5 km Freistil   | Continental Cup |
| 3.  | 19. März 1993 | Thunder Bay | 5 km klassisch  | Continental Cup |